# 2007年天文学
|        | 天文學歷史 \| 天文學歷史年表 |
| 世纪： | 20世纪天文學 \| 21世纪天文學 \| 22世纪天文學 |
| 年代： | 1970年代天文學 \| 1980年代天文學 \| 1990年代天文學 \| 2000年代天文學 \| 2010年代天文學 \| 2020年代天文學 \| 2030年代天文學                                                   |
| 年份： | 2002年天文學 \| 2003年天文學 \| 2004年天文學 \| 2005年天文學 \| 2006年天文學 \| 2007年天文學 \| 2008年天文學 \| 2009年天文學 \| 2010年天文學 \| 2011年天文學 \| 2012年天文學 |
| 纪年： | 丁亥年（猪年）、中華民國96年 |

## 大事紀

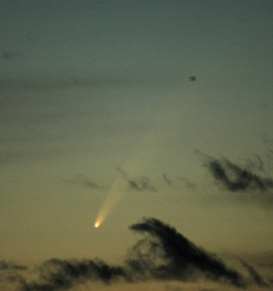
麦克诺特彗星划过天际

- 1月12日——麦克诺特彗星掠过近日点，其轨迹在日落时分清晰可见。[1]
- 8月28日——月全食，自北京時間16時51分開始初虧，至20時24分復圓結束。